# Яхья аш-Шехри
Яхья аш-Шехри (араб. يحيى الشهري‎, 26 июня 1990) — саудовский футболист, полузащитник клуба «Эр-Рияд» и сборной Саудовской Аравии.

## Клубная карьера
Яхья аш-Шехри — воспитанник саудовского клуба «Аль-Иттифак». 19 августа 2009 года он дебютировал в саудовской Про-лиге, выйдя в основном составе в гостевом матче против «Аль-Вахды». 10 декабря того же года аш-Шехри забил свой первый гол в рамках Про-лиги, отметившись в домашней игре с «Наджраном».
Летом 2013 года полузащитник перешёл в «Аль-Наср», с которым дважды становился чемпионом Саудовской Аравии. Во второй половине января 2018 года Яхья аш-Шехри был отдан в аренду испанскому «Леганесу».

## Карьера в сборной
14 октября 2009 года Яхья аш-Шехри дебютировал в составе сборной Саудовской Аравии в гостевом товарищеском матче с командой Туниса, выйдя в основном составе. 11 июня 2015 года он забил свой первый гол за национальную сборную, отметившись уже на 6-й минуте домашней игры против Палестины, проходившей в рамках отборочного турнира чемпионата мира 2018.

## Достижения
«Аль-Наср»
- Чемпион Саудовской Аравии (2): 2013/14, 2014/15
- Обладатель Кубок наследного принца Саудовской Аравии (1): 2013/14